# Свети Никола (Райца)
Вижте пояснителната страница за други значения на Свети Никола.
„Свети Никола Чудотворец“ или „Свети Николай“ (на македонска литературна норма: „Свети Никола“, „Свети Николај Чудотворец“) е възрожденска църква в село Райца, Преспа, част от Преспанско-Пелагонийската епархия на Македонската православна църква – Охридска архиепископия.
Църквата е гробищен храм, разположен в южната част на селото. В архитектурно отношение представлява малка еднокорабна сграда с полукръгла апсида на източната страна. Според характеристиките си най-вероятно е изградена във втората половина на XIX век. По-късно на север и на запад са доизградени затворени тремове и е извършено измазване на фасадите. Входовете са от север и запад. Покрай иконостаса от северната страна на наоса е запазена живопис с изображенито на Свети Георги. В двете ниши от североизточния ъгъл на олтарното пространство също има живопис. Иконостасът е обикновен с три реда икони. На царските двери е изобразено Благовещение. На северната олтарна врата е изписан Архангел Михаил. Всички икони – и престолните и горните са единични, допоясни изображения на светци и са дело на неизвестен зограф от втората половина на XIX век.